# Perak Tengah
Huyện Perak Tengah là một huyện thuộc bang Perak của Malaysia. Huyện Perak Tengah có dân số thời điểm năm 2010 ước tính khoảng 98897 người.